# Convento del Ritiro della Santissima Annunziata del Poggio
Il convento del Ritiro della Santissima Annunziata del Poggio è un convento francescano sito ad Orsogna (provincia di Chieti), a 2 km dal centro abitato, in posizione dominante su di un colle ove si possono ammirare sia il mare che la Maiella.

## Storia

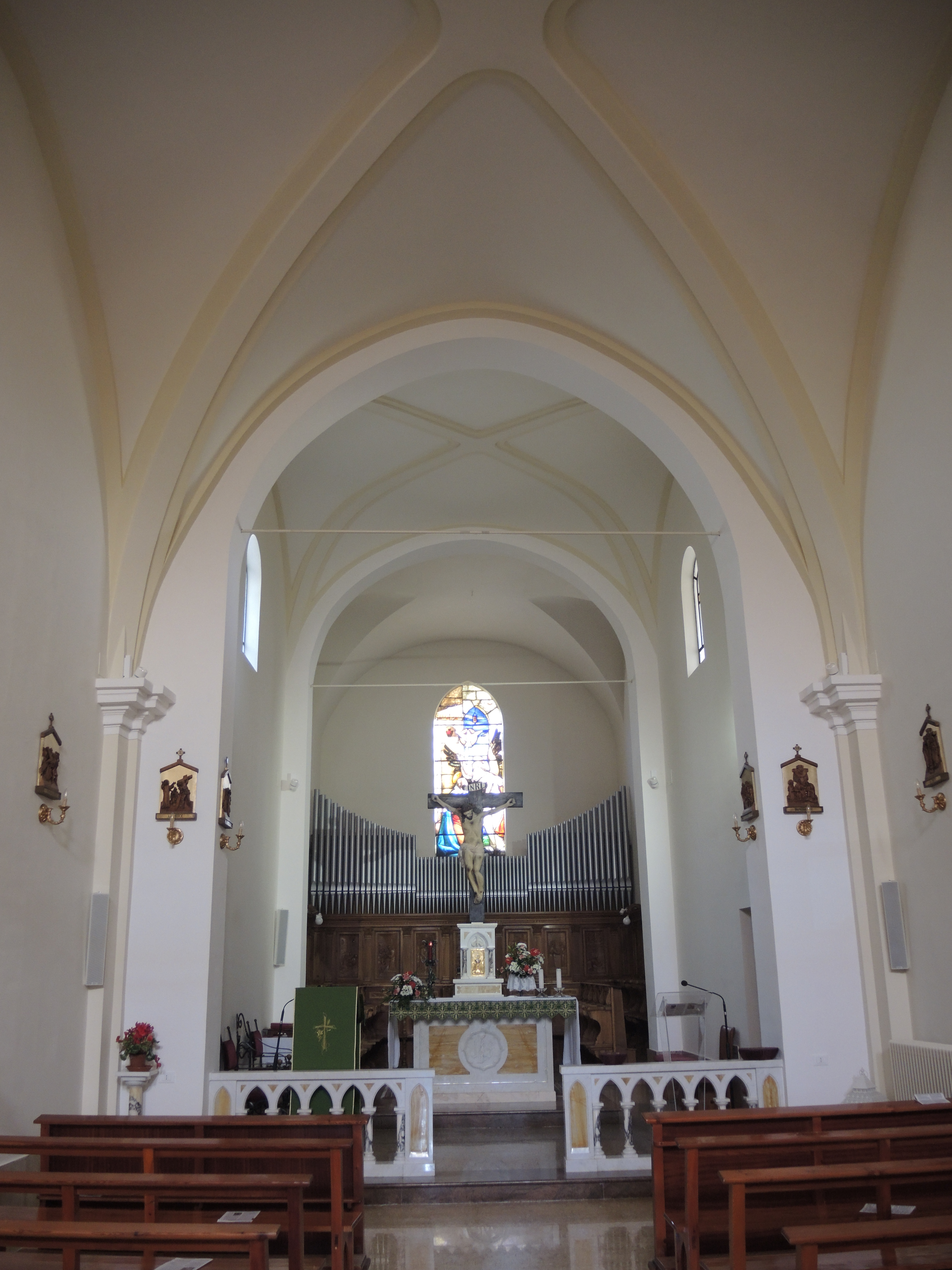
Interno

Nel tardo Medioevo san Giovanni da Capestrano fu colpito da un oratorio immerso nella natura, cioè in un colle presso un torrente immerso nel verde. Furono costruiti così nel 1448 una chiesa ed un oratorio.
Nel 1450 un certo Ottaviano di Letto (forse Lettomanoppello?) di Guardiagrele donò al convento i suoi orti con un terreno ricoperto di boschi, limitrofi al convento, onde evitare che venissero dispersi.
Il chiostro fu chiuso al culto nel 1864, ma riaperto al pubblico già nel 1885 ma riacquistato legalmente solamente 4 anni dopo, nel 1889. Fu distrutto nella II guerra mondiale e riedificata nel 1969.
È prevista l'istituzione di un parco territoriale attrezzato che tuteli gli animali e le piante dei dintorni.

## Struttura

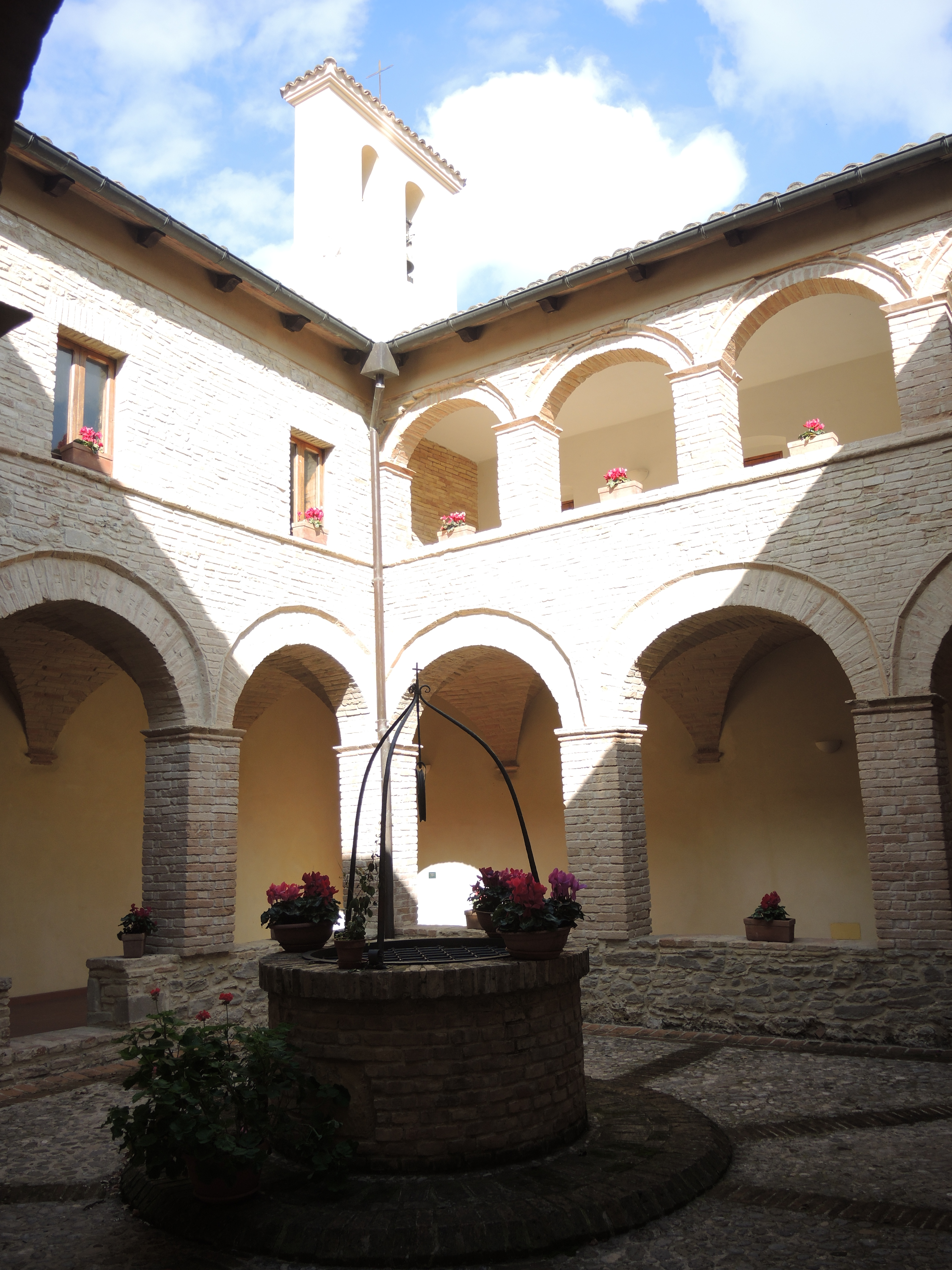
Chiostro

La chiesa attuale corrisponde all'oratorio primitivo, mentre l'ossario corrisponde ad una sepoltura fra una delle porte d'accesso del convento e l'annessa chiesa.
La chiesa officiata ha una facciata semplice, restaurata negli anni '60, ripulendo lo strato di intonaco che la rivestiva. Ad aspetto a capanna, con un oculo e un nartece piccolo per l'ingresso, ha un portale a sesto acuto che immette nell'interno a navata unica. Prima dei danni della seconda guerra mondiale, il presbiterio era provvisto di un coro ligneo per i frati, una balaustra con recinto, e un tabernacolo seicentesco a colonne tortili che ospitava un quadro di Nicola Ranieri di Guardiagrele, raffigurante l'Annunciazione. Coi lavori di restauro, l'interno è stato ammodernato con la distruzione dell'antico presbiterio, dove oggi si trovano una vetrata istoriata alla parete, l'organo, un Crocifisso sospeso, e il moderno altare postconciliare.
Ai lati della navata si trovano due nicchie con le statue di San Francesco e Sant'Antonio di Padova. Nella cappella laterale dell'Annunziata, chiesetta primitiva del convento, si trovano il gruppo dell'Annunziata, la Madonna Immacolata e delle tombe a muro di alcuni frati che si sono distinti nella storia del Ritiro. Le vetrate sono policrome, le volte della chiesa principale sono a crociera.
Il campanile della chiesa è a vela e ha 2 campane.
Il complesso consta di due edifici a pianta retrangolare, uniti dal chiostro porticato quadrato rispettivamente dal palazzo del refettorio e casa dei monaci, e dall'edificio della rimessa e dai depositi della cucina. La facciata della chiesa è molto semplice, del XV secolo, con arco porticato di ingresso, in mattoni a vista, e decorazione di due finestre.
Molto interessante è il chiostro porticato a doppio ordinedi arcate, con un pozzo centrale nella piazza quadrata.
I 2 chiostri, i corridoi, i dormitori, le cellette sono piccoli e simmetrici e presentano pochi affreschi:
- uno sito lungo i corridoi del primo chiostro rappresentante delle scene evangeliche,
- il secondo è stato dipinto da P. Gaetano da L'Aquila.

Anche la chiesa è piccola e semplice con coro in noce.
Nel complesso del convento vi sono anche molte statue:
- una è in una piccola nicchia in fondo ad un sentiero alberato rappresentante la Madonna di Lourdes;
- una bronzea presso l'ingresso principale raffigurante san Francesco d'Assisi che predica agli uccelli;
- una sita presso una cappella raffigurante la Madonna degli Angeli.

L'edificio del refettorio e delle case dei monaci è a pianta rettangolare, rifatto nell'800, ha un grande salone al piano terra ad aula voltata a botte. La facciata è decorato da un orologio.
Nel corso degli anni del secondo dopoguerra, il convento è stato recuperato e abbellito, con il rifacimento del piazzale in ghiaia,la costruzione della statua monumentale a San Francesco che predica agli uccelli, col lupo ai piedi, la realizzazione del viale sacro che porta a una grotta naturale con la statua della Madonna di Lourdes. Nel 2015 è stato riqualificato il piazzale del parcheggio.
Dagli anni '60, al bivio della strada del convento, venendo da Orsogna, è stata costruita una piccola edicola votiva a tempietto, con all'interno la statua di San Francesco che apre le braccia in segno di benedizione.
Il convento ospita varie opere d'arte. Presso il refettorio con volte a crociera in mattoni a vista, le lunette delle pareti laterali, interrotte al centro da finestre, possiedono interessanti affreschi del XVI secolo, realizzati sfruttando l'esiguo spazio:
- San Bernardino che predica davanti Collemaggio. Si tratta di uno dei pochi affreschi antichi che illustrano la facciata della basilica aquilana.
- Scene della vita di San Francesco, rinuncia ai beni, supplica a papa Onorio
- Lunetta con affresco dell'Ultima cena
- San Francesco che prega, Cristo nel Getsemani
- Lunetta con dei Santi Francescani in orazione
- Lunetta della Madonna che prega alla croce

Altre opere conservate sono un quadro della Madonna sopra la Santa Casa di Loreto, di Francesco De Benedictis da Guardiagrele.
Un Qqadro della Madonna Addolorata, col cuore trafitto dalle sette spade, opera di Nicola Ranieri, maestro del De Benedictis; un piccolo quadro San Giuseppe col Bambino del Ranieri, un quadro di santo Francescano che legge del Ranieri, un quadro Santissima Trinità di Nicola Ranieri.
A seguire una statua del Bambino in fasce, terracotta dipinta da un Presepe perduto di Filippo Tenaglia. Infine il quadro della Crocifissione, del XVI sec, attribuito a Luca Fornaci di Chieti. Si riscontrano elementi simili dei volti e dell'impostazione delle figure, con il coevo quadro firmato da Fornaci nella chiesa di Santa Maria di Costantinopoli a Ortona.

### Il presepio
Il presepio è sito in una celletta presso il lato destro della chiesa.
Non vi sono date certe su quando sono stati posati i primi pezzi del presepe, ma di certo è antecedente al 1864 quando sono stati dispersi i pezzi in ceramica di Filippo Tenaglia, altri pezzi erano di Nicola Ranieri di Guardiagrele. Fra le altre pitture di Ranieri nel convento, è da notare un san Francesco in estasi alla melodia di un liuto, dei dipinti di cui uno che raffigura Gesù che riabilita la Maddalena e un altro che raffigura Gesù intento nella "fractio panis".

## Il parco naturale dell'Annunziata
Si trova nel comprensorio di Orsogna, Filetto, Giuliano Teatino e Ari. L'accesso è all'entrata della strada per il convento.